# 花散里
花散里（はなちるさと）は
1. 『源氏物語』の巻名のひとつ。第11帖。作中最も短い巻である。巻名は光源氏の詠んだ歌「橘の香をなつかしみほととぎす花散る里をたづねてぞとふ」に因む。
2. 『源氏物語』に登場する架空の人物。
3. 花の散る里。花の散る宿。
4. 岡場所の異称。「鼻落ちる里」に掛ける。
5. 香木の名称。分類は伽羅。香味は苦酸。六十一種名香の一つ。
6. 五歳の異称。

- 源氏物語 > 源氏物語各帖のあらすじ > 花散里
- 源氏物語 > 源氏物語の登場人物 > 花散里

| 源氏物語五十四帖 |        |    |        |
| 各帖のあらすじ   |        |    |        |
| 帖               | 名     | 帖 | 名     |
| 1                | 桐壺   | 28 | 野分   |
| 2                | 帚木   | 29 | 行幸   |
| 3                | 空蝉   | 30 | 藤袴   |
| 4                | 夕顔   | 31 | 真木柱 |
| 5                | 若紫   | 32 | 梅枝   |
| 6                | 末摘花 | 33 | 藤裏葉 |
| 7                | 紅葉賀 | 34 | 若菜   |
| 8                | 花宴   | 35 | 柏木   |
| 9                | 葵     | 36 | 横笛   |
| 10               | 賢木   | 37 | 鈴虫   |
| 11               | 花散里 | 38 | 夕霧   |
| 12               | 須磨   | 39 | 御法   |
| 13               | 明石   | 40 | 幻     |
| 14               | 澪標   | 41 | 雲隠   |
| 15               | 蓬生   | 42 | 匂宮   |
| 16               | 関屋   | 43 | 紅梅   |
| 17               | 絵合   | 44 | 竹河   |
| 18               | 松風   | 45 | 橋姫   |
| 19               | 薄雲   | 46 | 椎本   |
| 20               | 朝顔   | 47 | 総角   |
| 21               | 少女   | 48 | 早蕨   |
| 22               | 玉鬘   | 49 | 宿木   |
| 23               | 初音   | 50 | 東屋   |
| 24               | 胡蝶   | 51 | 浮舟   |
| 25               | 蛍     | 52 | 蜻蛉   |
| 26               | 常夏   | 53 | 手習   |
| 27               | 篝火   | 54 | 夢浮橋 |

## あらすじ
光源氏25歳夏の話。
五月雨の頃、源氏は故桐壺院の妃の一人麗景殿女御を訪ねる。妹の三の君（花散里）は源氏の恋人で、姉妹は院の没後源氏の庇護を頼りにひっそりと暮らしていた。訪問の途中、かつて会った中川の女の元に歌を詠みかけるが、既に心変わりしてしまったのかやんわりと拒絶される。女御の邸は橘の花が香り、昔を忍ばせるほととぎすの声に源氏は女御としみじみと昔話を語り合い、その後そっと三の君を訪れた。

## 人物
光源氏の妻の一人。「花散里」帖に初登場し、その呼称は巻名の由来ともなった上記の和歌による。源氏の父桐壺帝の麗景殿女御を姉に持ち、源氏とは若い頃から関係があったと見られる。容貌はそれほど美しくはないが姉の女御同様温和な慎ましい性格で出自も高く、また裁縫・染物などにも堪能な女性。源氏の妻の中では紫の上に次ぐ立場となる。
始めは源氏の通い所の一人であったが、後新造の二条東院の西の対に迎えられ（「松風」）、六条院造営後は夏の町の主となって「夏の御方」「東の御方」とも呼ばれる（「少女」）。二条東院に移った頃には、既に源氏との夫婦の営みは途絶えていたが(「薄雲」、「初音」、「蛍」)、家庭的で信頼の置ける人柄を見込まれて夕霧と玉鬘の母代わりとなり、後には夕霧の子の一人を孫として引き取り愛育した。「幻」帖を最後に物語から退場、源氏の死後は二条東院を遺産として譲り受け、再びそちらに移った（「匂宮」）。
本文中でも、「花散里」と呼ばれる箇所が2か所ある。「かの花散里にも、御座し通ふ事こそ稀なれ」(須磨)、「花散里と聞こえし、移ろはしたまふ」(松風)
つまり、帖名と呼称は、紫式部によると考えて良い。

## 派生作品
フランスの作家マルグリット・ユルスナールの短編物語集『東方綺譚』の中に、花散里を主人公にした「源氏の君の最後の恋」がある。